# Brandon (Dakota del Sud)
Brandon è una città della contea di Minnehaha nello Stato del Dakota del Sud, negli Stati Uniti. La popolazione era di 11 048 abitanti secondo il censimento del 2020.

## Geografia fisica
Secondo l'Ufficio del censimento degli Stati Uniti, ha una superficie totale di 5,40 mi² (13,99 km²).

## Storia
Un ufficio postale chiamato Brandon è operativo dal 1878. La città prende il nome dalla Brandon Township.

## Società

### Evoluzione demografica
Secondo il censimento del 2020, la popolazione era di 11 048 abitanti.